# Mândrești-Moldova, Vrancea
Mândrești-Moldova este o localitate componentă a municipiului Focșani din județul Vrancea, Moldova, România.